# Nanorana pleskei
Nanorana pleskei là một loài ếch thuộc họ Ranidae.
Đây là loài đặc hữu của Trung Quốc.
Môi trường sống tự nhiên của chúng là vùng cây bụi nhiệt đới hoặc cận nhiệt đới vùng đất cao, đồng cỏ nhiệt đới hoặc cận nhiệt đới vùng đất cao, sông ngòi, đầm nước, đầm nước ngọt, đầm nước ngọt có nước theo mùa, và ao.
Chúng hiện đang bị đe dọa vì mất môi trường sống.